# Elif Polat
Elif Polat (* 23. Januar 1999 in Antalya) ist eine türkische Leichtathletin, die sich auf den Sprint spezialisiert hat.

## Sportliche Laufbahn
Erste internationale Erfahrungen sammelte Elif Polat beim Europäischen Olympischen Jugendfestival (EYOF) 2017 in Győr, bei dem sie im 400-Meter-Hürdenlauf mit 69,71 s in der ersten Runde ausschied und auch mit der türkischen 4-mal-100-Meter-Staffel mit 52,11 s den Finaleinzug verpasste. Im Jahr darauf schied sie bei den Balkan-Meisterschaften in Stara Sagora im 100-Meter-Lauf mit 11,9 s in der Vorrunde aus und belegte mit der 4-mal-100-Meter-Staffel in 45,74 s den vierten Platz und mit der 4-mal-400-Meter-Staffel in 3:42,55 min Rang fünf. 2020 belegte sie dann bei den Balkan-Meisterschaften in Cluj-Napoca in 11,97 s den vierten Platz über 100 Meter und gewann im 200-Meter-Lauf in 24,35 s die Bronzemedaille. 2021 gewann sie bei den Balkan-Hallenmeisterschaften in Istanbul in 3:41,25 min die Silbermedaille mit der Staffel und bei den World Athletics Relays Anfang Mai im polnischen Chorzów verpasste sie mit 3:20,98 min den Finaleinzug in der Mixed-Staffel. Anschließend schied sie bei den U23-Europameisterschaften in Tallinn mit 55,11 s in der Vorrunde über 400 Meter aus. Im Jahr darauf belegte sie bei den Islamic Solidarity Games in Konya in 11,32 s den sechsten Platz über 100 Meter und gelangte mit 23,41 s auf Rang fünf über 200 Meter. Zudem gewann sie in 3:35,24 min die Silbermedaille in der 4-mal-400-Meter-Staffel hinter dem bahrainischen Team und in der 4-mal-100-Meter-Staffel gewann sie in 44,49 s die Bronzemedaille hinter den Teams aus Gambia und Bahrain. 
2023 wurde sie bei der 1. Liga der Team-Europameisterschaft im Rahmen der Europaspiele in Chorzów in 11,84 s Achte im B-Lauf über 100 Meter und mit der 4-mal-100-Meter-Staffel gelangte sie mit 44,74 s auf den sechsten Platz im B-Lauf, während sie mit der Mixed-Staffel mit 3:20,01 min auf Rang sechs im B-Lauf gelangte. Anschließend schied sie bei den World University Games in Chengdu mit 24,50 s im Halbfinale über 200 Meter aus und kam über 100 Meter mit 12,01 s nicht über den Vorlauf hinaus. Zudem verpasste sie mit der 4-mal-100-Meter-Staffel mit 45,20 s den Finaleinzug. Im Jahr darauf siegte sie mit der 4-mal-400-Meter-Staffel in 3:46,80 min bei den Balkan-Hallenmeisterschaften in Istanbul. Ende Mai gelangte sie bei den Balkan-Meisterschaften in Izmir mit 24,59 s auf den zwölften Platz über 200 Meter und belegte über 400 Meter in 54,48 s den achten Platz. Zudem belegte sie mit der 4-mal-100-Meter-Staffel in 45,32 s den vierten Platz. 2025 verpasste sie bei den Balkan-Hallenmeisterschaften in Belgrad mit 7,60 s den Finaleinzug über 60 Meter und gewann mit der 4-mal-400-Meter-Staffel in 3:40,99 min die Bronzemedaille hinter den Teams aus Slowenien und Kroatien. Im Juli gewann sie bei den Balkan-Meisterschaften in Volos in 3:24,66 min die Goldmedaille in der Mixed-Staffel und wurde in 23,88 s Dritte im B-Lauf über 200 Meter.
In den Jahren 2018 und 2020 sowie 2022 und 2023 wurde Polat türkische Meisterin im 100-Meter-Lauf sowie 2020 und von 2022 bis 2024 auch über 200 Meter. Zudem wurde sie 2021 und 2023 Hallenmeisterin über 200 Meter sowie 2023 auch über 60 Meter.

## Persönliche Bestzeiten
- 100 Meter: 11,52 s (+0,3 m/s), 25. August 2022 in Bursa
  - 60 Meter (Halle): 7,37 s, 28. Januar 2023 in Bursa
- 200 Meter: 23,16 s (+1,1 m/s), 11. August 2022 in Konya
  - 200 Meter (Halle): 23,56 s, 29. Januar 2023 in Bursa
  - 300 Meter (Halle): 38,20 s, 14. März 2023 in Istanbul (türkischer Rekord)
- 400 Meter: 53,60 s, 6. Juni 2021 in Bursa
  - 400 Meter (Halle): 55,47 s, 18. Februar 2024 in Istanbul